# Льорка, Самуэль
Самуэль Льорка Риполь (исп. Samuel Llorca Ripoll; род. 26 апреля 1985, Аликанте) — испанский футболист, защитник

## Биография
Самуэль начал заниматься футболом, поступив в 1993 году в футбольную школу «Сан-Блас», где провел три года, после чего перебрался в клуб «Эркулес». В 2004 году игрок был переведен во взрослую команду. На протяжении одного сезона он играл за «Эркулес Б», а затем перешёл в «Эльче», где также играл за резервный состав. 9 июня 2007 года Самуэль дебютировал в первой команде в домашнем матче против клуба «Кастельон», который завершился с победным счетом 1:0. В течение сезона 2007/08 футболист закрепился в основной составе клуба и вскоре получил предложения из-за границы, от английских «Шеффилд Юнайтед» и «Фулхэм». Переговоры завершились неуспешно, и испанец продолжил играть в «Эльче».
В 2011 году на правах свободного агента Самуэль перешёл в «Эркулес», выступавший тогда в Сегунде. В течение сезона 2011/12 он неплохо себя проявил, отыграв 40 официальных матчей, отличившись 5-ю забитыми мячами. В итоге, в 2012 году, игрока приобрела «Сельта», пробившаяся в Примеру, за 400 тысяч евро.
В составе «Сельты» отыграл всего лишь 2 официальных матча. В 2014 был отдан сначала в «Алавес» а зачем в испанский «Вальядолид»